# Fairtry
Das Fischereischiff Fairtry war der weltweit erste als solcher konstruierte und gebaute Heckfänger. Bei seiner Fertigstellung war es das weltweit größte Fischereischiff.

## Geschichte

### Vorgeschichte
1946 ließ ein Konsortium aus einer bestehenden Dampfyacht zunächst den experimentellen Heckfänger Oriana umbauen, der sich in der Erprobung bewährte. Daraufhin folgte bei der Werft Fairfield Shipbuilders ein größerer Umbau eines ehemaligen Minensuchers zur Fairfree, der von der Reederei Christian Salvesen in Leith betrieben wurde. Ermutigt durch den erfolgreichen Einsatz der Fairfree gab Salvesen 1954 den ersten Komplettneubau eines Heckfängers in Auftrag.

### DieFairtry
Gebaut wurde das Schiff 1954 durch die Werft John Lewis and Sons in Aberdeen. Nachdem der Dampfmaschinenantrieb der Fairfree 1949 durch Dieselmotoren ersetzt wurde, erhielt der Neubau Fairtry gleich zu Beginn einen Vierzylinder-Dieselmotor von Lewis Doxford. Als die Reederei Salvesen 1959 und 1960 weitere Trawler namens Fairtry II und Fairtry III bauen ließ, wurde die Fairtry in Fairtry I umbenannt. 1979 veräußerte Salvesen die Fairtry I an eine Reederei in Panama, welche sie in Joy 18 umtaufte. Im Jahr 1995 traf das Schiff schließlich bei einer Abwrackwerft in Split zur Verschrottung ein.
Schon 1954 begannen in Deutschland auch die Kieler Howaldtswerke mit dem Heckfängerbau (Puschkin-Serie für den Export in die Sowjetunion) und 1957 lieferte die Rickmerswerft den ersten Heckfänger für den Betrieb unter deutscher Flagge, die Heinrich Meins.